# 23752 Jacobshapiro
23752 Jacobshapiro este un asteroid din centura principală de asteroizi.

## Descriere
23752 Jacobshapiro este un asteroid din centura principală de asteroizi. A fost descoperit pe 22 mai 1998 la Socorro, New Mexico, în cadrul proiectului LINEAR. Asteroidul prezintă o orbită caracterizată de o semiaxă mare de 2,29 ua, o excentricitate de 0,16 și o înclinație de 1,1° în raport cu ecliptica.